# Hatapang
Hatapang is een bestuurslaag in het regentschap Labuhan Batu Utara van de provincie Noord-Sumatra, Indonesië. Hatapang telt 715 inwoners (volkstelling 2010).